# Pape Abou Cissé
Pape Abou Cissé (Pikine, 14 de septiembre de 1995) es un futbolista senegalés que juega en la demarcación de defensa para el Al-Shamal S. C. de la Liga de fútbol de Catar.

## Selección nacional
Tras jugar con la selección de fútbol sub-20 de Senegal, finalmente hizo su debut con la selección absoluta el 13 de octubre de 2018 en un partido de clasificación para la Copa Africana de Naciones de 2019 contra Sudán que finalizó con un resultado de 3-0 a favor del conjunto senegalés tras los goles de Idrissa Gueye, M'Baye Niang y otro del propio Pape Abou Cissé.

### Goles internacionales
| # | Fecha                 | Estadio                                       | Oponente | Gol | Resultado | Competición                                             |
| - | --------------------- | --------------------------------------------- | -------- | --- | --------- | ------------------------------------------------------- |
| 1 | 13 de octubre de 2018 | Estadio Léopold Sédar Senghor, Dakar, Senegal | Sudán    | 1–0 | 3-0       | Clasificación para la Copa Africana de Naciones de 2019 |

## Clubes
| Club                         | País    | Año       | Partidos | Goles |
| ---------------------------- | ------- | --------- | -------- | ----- |
| AS Pikine                    | Senegal | 2013-2014 | 4        | 0     |
| A. C. Ajaccio                | Francia | 2014-2017 | 77       | 1     |
| Olympiacos F. C.             | Grecia  | 2017-2021 | 92       | 10    |
| A. S. Saint-Étienne (cedido) | Francia | 2021      | 15       | 0     |
| Olympiacos F. C.             | Grecia  | 2021-2023 | 59       | 7     |
| Adana Demirspor              | Turquía | 2023-2024 | 13       | 0     |
| Al-Shamal S. C.              | Catar   | 2024-     | 3        | 0     |

## Palmarés

### Títulos nacionales
| Título              | Club             | País   | Año  |
| ------------------- | ---------------- | ------ | ---- |
| Superliga de Grecia | Olympiacos F. C. | Grecia | 2020 |
| Copa de Grecia      | Olympiacos F. C. | Grecia | 2020 |
| Superliga de Grecia | Olympiacos F. C. | Grecia | 2022 |

### Títulos internacionales
| Título                    | Club (*)             | Sede    | Año  |
| ------------------------- | -------------------- | ------- | ---- |
| Copa Africana de Naciones | Selección de Senegal | Camerún | 2021 |

(*) Incluyendo la selección.